# Bacchisa kraatzii
Bacchisa kraatzii es una especie de escarabajo longicornio del género Bacchisa, tribu Astathini, subfamilia Lamiinae. Fue descrita científicamente por Thomson en 1865.

## Descripción
Mide 11-16 milímetros de longitud.

## Distribución
Se distribuye por Indonesia y Filipinas.